# Porcování miláška
Porcování miláška je sedmnáctý díl třetí řady amerického televizního seriálu Teorie velkého třesku. V této epizodě hostuje Frank Maharajh. Režisérem epizody je Mark Cendrowski.

## Děj
Partička v bazaru zakoupí krabici plnou zajímavých sběratelských věcí, mezi nimi pak i prsten, který nápadně připomíná ten z Pána Prstenů. Howard později zjišťuje, že je to opravdu filmová rekvizita a tak o ni každý z kluků má velký zájem. Nedokážou se však dohodnout, komu bude patřit a tak hrozí, že jim prsten zničí přátelství. Nakonec jej získá Leonard, který lstí přesvědčí ostatní kluky o tom, že ho poslal na Nový Zéland Peteru Jacksonovi, jemuž prsten právem náleží, aby jejich přátelství zachoval.

## Obsazení
| Johnny Galecki | Leonard Hofstadter     |
| Jim Parsons    | Sheldon Cooper         |
| Kaley Cuoco    | Penny                  |
| Simon Helberg  | Howard Wolowitz        |
| Kunal Nayyar   | Raj Koothrappali       |
| Frank Maharajh | Venkatesh Koothrappali |